# Play (revista)
Play es una revista mensual de videojuegos publicada por Imagine Publishing en el Reino Unido, especializada en novedades, reportajes, análisis y críticas de productos del catálogo de PlayStation. Es una de las publicaciones británicas más antiguas sobre esta videoconsola.
La revista se publica en todo el mundo, así como en formato digital a través de iPhone, iPod Touch y iPad gracias a un acuerdo de distribución con Pixel Mags.